# クマーバ
「クマーバ」は、YouTubeチャンネル「クマーバチャンネル」のキャラクターたちを題材にしたテレビアニメ。シーズン1が2024年4月から6月まで、テレビ東京ほかイニミニマニモ内で放送。また、YouTube（限定1週間公開）・YouTube ショート・TVer・Xでも配信される。
シーズン2が同年10月より放送予定。
製作に当たっては製作委員会方式を用いず、アカツキメディアスタジオ一社のみの出資で行われている。
クマーバたちがインターネットの世界で活躍する物語。声優のキャストは「クマーバチャンネル」から続投している。

## 概要
樋渡昇一郎によると、キッズIPではテレビで放送されている作品の権威が高いといい、IPとしての権威をつけるためにテレビアニメ化に踏み切った。また、テレビアニメのメインターゲットを2〜6歳とし、（テレビ化前の）「クマーバチャンネル」の主な視聴者層である0〜1歳より高く設定することで、「クマーバチャンネル」の視聴年齢を上げることも目的としている。

## キャラクター
クマーバ
声 - ファイルーズあい

タブリス
声 - 佐藤舞

ネコルン
声 - 井上ほの花

バグリン
声 - ぴっちょりーな

## スタッフ
- 原案・監督・プロデューサー - 樋渡昇一郎
- シリーズ構成・脚本 - ハシモトコーキ
- シナリオコーディネーター - 坂本鼓太郎
- クリエイティブディレクター - 関根知佳
- モーションキャプチャ - 川島勇輝
- アシスタントプロデューサー - 柳澤麗
- 宣伝プロデューサー - 土本幹郎
- アニメーション制作 - クリエイティブハウスポケット
- 製作 - アカツキメディアスタジオ